# Xymena Zaniewska-Chwedczuk
Xymena Zaniewska-Chwedczuk (AFI: [ksɨˈmɛna zaˈɲɛfska ˈxfɛtt͡ʂuk]; Poznań, 4 de junho de 1927 – Varsovia, 12 de fevereiro de 2016) foi uma cenógrafa, arquitecta, desenhadora de moda e desenhadora de interiores polaca. Entre 1958 e 1981, foi a principal cenógrafa de Telewizja Polska (Televisão polaca).